# Данков (футбольный клуб)
«Данков» — российский футбольный клуб из Данкова. Основан в 1993 году. Лучшее достижение в первенстве России — 6 место во 2 зоне третьей лиги в 1994 году.

## История
В 2007 году клуб выиграл кубок Борцова и стал бронзовым призёром чемпионата Липецкой области по второй группе. В чемпионате области по мини-футболу 2008 года во второй группе занял 3 место и не попал в плей-офф, где мог бы сражаться за повышение в классе.
Три раза подряд в 2011, 2012 и 2013 году ФК «Данков» стал обладателем Кубка Липецкой области.

## Прежние названия
- «ДХЗ» — 1993
- «Химик» — 1993-2008
- «Данков» — 2008-н.в.[1]